# Ōzuka Kofun

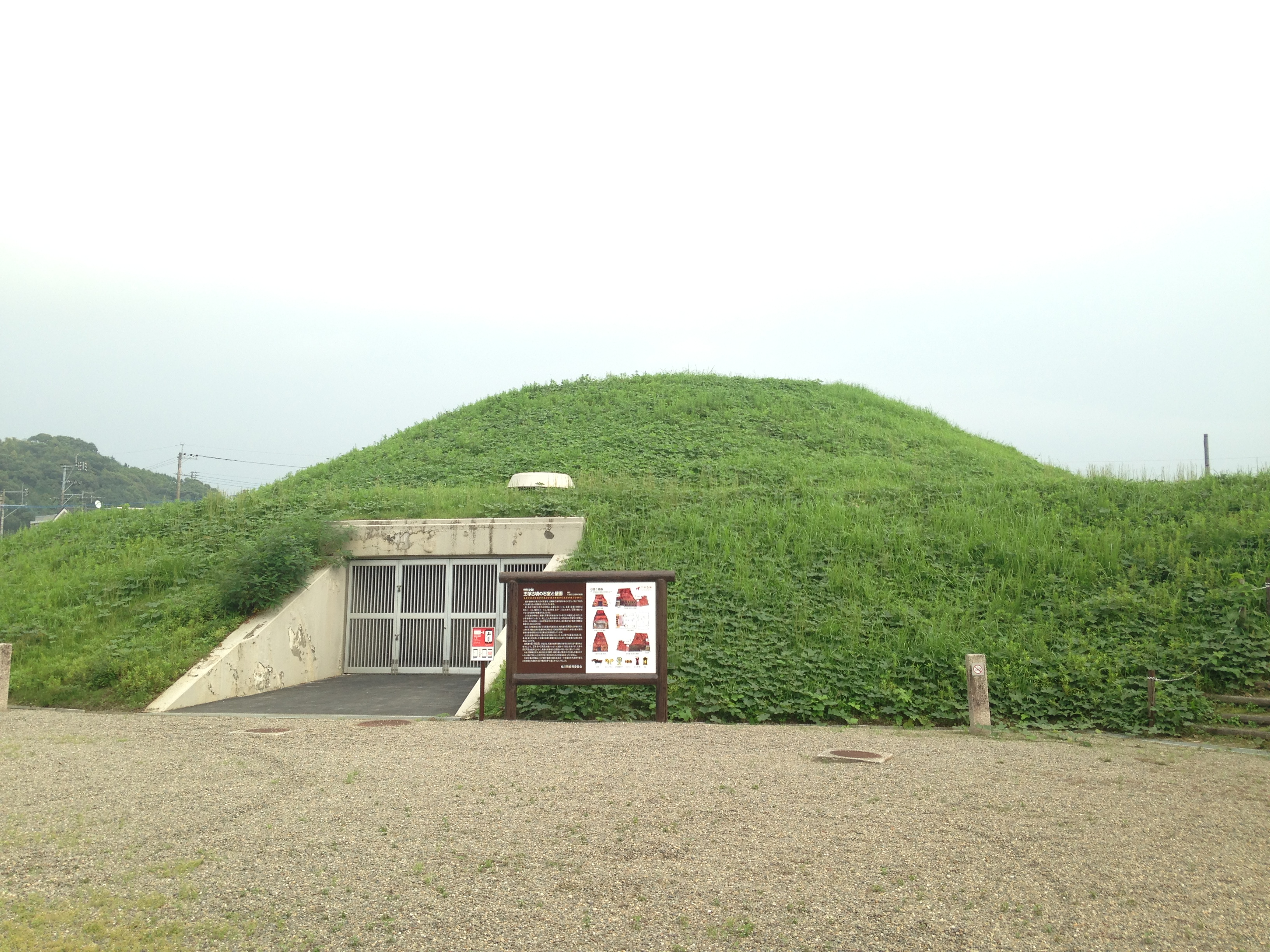
Der Grabhügel mit Eingang

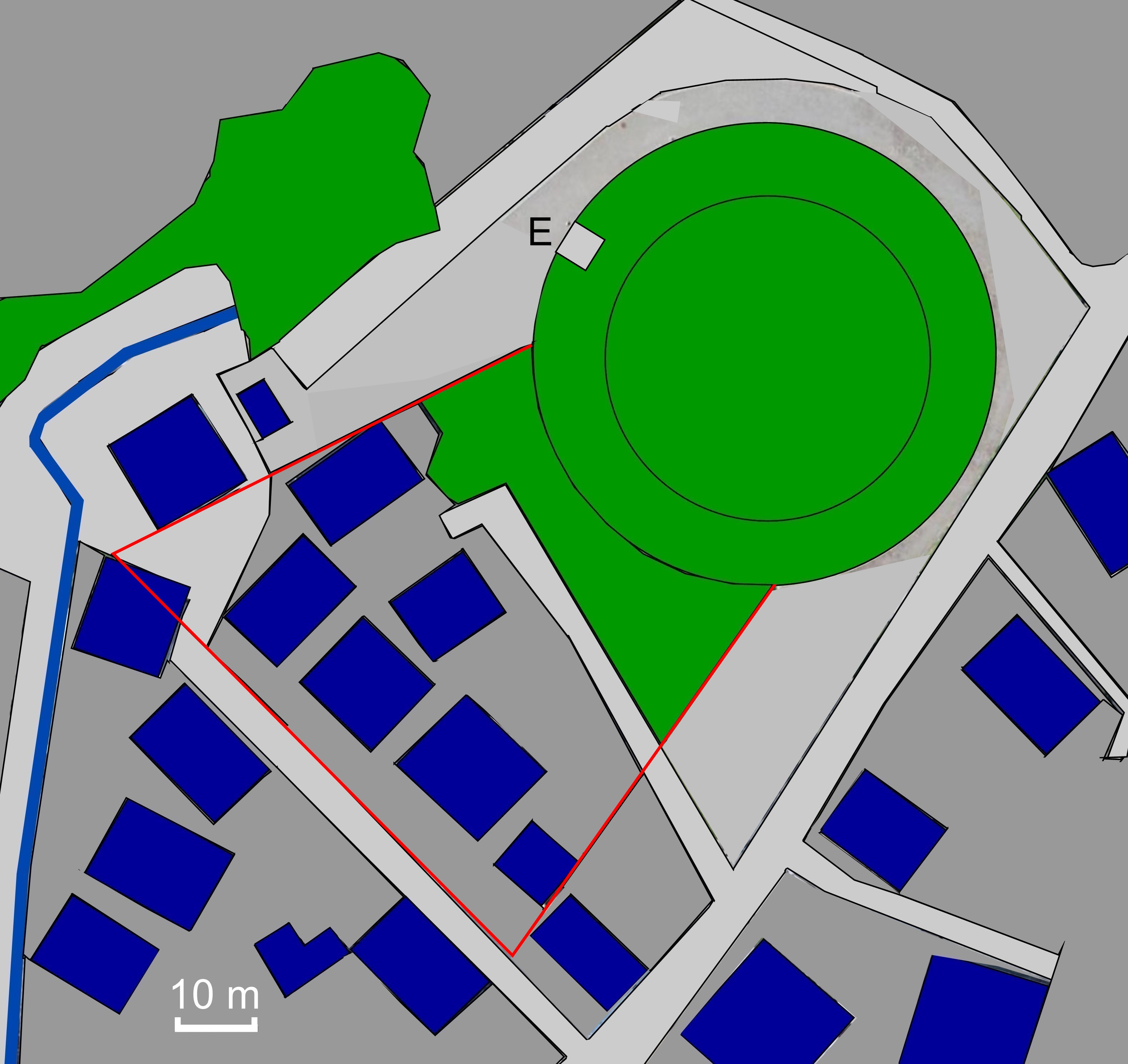
Die Anlage, E=Zugang

Der Grabhügel Ōzuka Kofun (japanisch 王塚古墳) befindet sich in Keisen (桂川町) in der Präfektur Fukuoka, Japan.

## Übersicht
Das Grab in ursprünglich  klassischer schlüsselloch-förmiger Gestalt wurde erst 1934 entdeckt, zumal die ursprünglich dazu gehörenden Wassergräben nicht mehr vorhanden waren. Man nimmt an, dass die steinerne Grabkammer aus der Mitte des 6. Jahrhunderts stammt. Würde man die verlorengegangenen Teile vollständig restaurieren, hätte die Anlage eine Gesamtlänge von etwa 86 Metern, der Durchmesser des hinteren Kreises betrüge etwa 56 Meter, die Höhe des hinteren Kreises etwa 9,5 Meter und die Breite des vorderen Teils etwa 60 Meter. Der rötlich gefärbte Ton ist zu einer Stampflehmstruktur aufgeschichtet. Die Hänge sind mit runden Kieselsteinen bedeckt, säulenförmige Haniwa wurden ebenfalls bestätigt. Die Anlage war ursprünglich von einem doppelten Wassergraben umgeben.
Die Kammer ist bekannt für ihre bedeutenden Wandgemälde von Pferden, Köchern, Schilden, Schwertern und auch Dekorationen wie fortlaufende Dreiecks- und Sternmuster. Alles ist hervorragend ausgeführt in Rot, Grün, Gelb, Schwarz und Weiß, eine Vielfarbigkeit, auch ohne Blau, das sich anderswo findet, die in Japan einmalig ist.
Unter den Grabbeigaben befinden sich Bronzespiegel, kleine Kugeln, goldener Ohrenschmuck, Pferde-Ausrüstung, Rüstungen und Waffen. Die geborgenen Relikte wurden 1956 als Wichtige Kulturgüter Japans ausgewiesen, sie befinden sich im Nationalmuseum Kyōto.
1952 wurde die Anlage als „Besondere historische Stätte“ (特別史跡, Tokubetsu shi-ato) registriert. Die Grabkammer kann zweimal im Jahr besichtigt werden.